# Waizendorf (Wolframs-Eschenbach)
Waizendorf (fränkisch: Watsndoaf) ist ein Gemeindeteil der Stadt Wolframs-Eschenbach im Landkreis Ansbach (Mittelfranken, Bayern). Waizendorf liegt in der Gemarkung Wolframs-Eschenbach.

## Geografie
Unmittelbar westlich des Dorfes entspringt der Moosgraben (im Unterlauf Moosach genannt), ein rechter Zufluss des Nesselbachs. 0,5 km nordöstlich liegen die Fluren Kreutweg und Steig. Die Kreisstraße AN 58 verläuft nach Wolframs-Eschenbach zur Staatsstraße 2220 (1 km östlich) bzw. nach Großbreitenbronn (3 km westlich). Eine Gemeindeverbindungsstraße führt nach Gerbersdorf ebenfalls zur St 2220 (1,2 km südöstlich).

## Geschichte
Der Ort wurde 1304 als „Watzendorf“ erstmals urkundlich erwähnt. Das Bestimmungswort des Ortsnamens ist der Personenname Watzo. Eine Person dieses Namens ist als Gründer der Siedlung anzunehmen. Im Salbuch der Deutschordenskommende Nürnberg von 1343 in der Beschreibung des Amtes Eschenbach wird der Ort als „Waczendorf“ erwähnt. Dem Amt gehörten zu dieser Zeit im Ort 2 Huben, 4 Lehen, 2 Hofstätten, 1 Haus, Holz und Äcker.
Im 16-Punkte-Bericht des Oberamts Windsbach aus dem Jahr 1608 wurden für „Wazendorf“ 11 Mannschaften verzeichnet: 5 Höfe und 5 Güter unterstanden dem Stadtvogteiamt Eschenbach, 1 Gut dem Verwalteramt Merkendorf. Außerdem gab es ein Gemeindehirtenhaus. Das Hochgericht übte das brandenburg-ansbachische Kasten- und Stadtvogteiamt Windsbach aus. Das dem Verwalteramt Merkendorf unterstehende Gut wurde auch im 16-Punkte-Bericht des heilsbronnischen Vogtamts Merkendorf aufgeführt.
Gegen Ende des 18. Jahrhunderts gab es in Waizendorf 13 Anwesen und ein Gemeindehirtenhaus. Das Hochgericht übte weiterhin das Kasten- und Stadtvogteiamt Windsbach aus, die Dorf- und Gemeindeherrschaft hatte das Stadtvogteiamt Eschenbach. Grundherren waren das Stadtvogteiamt Eschenbach (4 Höfe, 4 Halbhöfe, 2 Güter, 1 Gütlein), die Pfarr- und Pfründestiftung Eschenbach (1 Gut) und das Verwalteramt Merkendorf (1 Gut). Es gab zu dieser Zeit 10 Untertansfamilien, von denen 1 ansbachisch war. Von 1797 bis 1808 unterstand der Ort dem Justiz- und Kammeramt Windsbach.
Im Rahmen des Gemeindeedikts wurde Waizendorf dem 1808 gebildeten Steuerdistrikt Gerbersdorf und der 1810 gegründeten Ruralgemeinde Gerbersdorf zugeordnet. Am 30. Juni 1972 wurde diese im Zuge der Gebietsreform in Bayern aufgelöst. Gerbersdorf wurde nach Merkendorf eingegliedert, Waizendorf kam zu Wolframs-Eschenbach.

### Baudenkmal
- Haus-Nr. 12: Reliefstein[16]

### Einwohnerentwicklung
| Jahr      | 001818 | 001840 | 001861 | 001871 | 001885 | 001900 | 001925 | 001950 | 001961 | 001970 | 001987 | 002012 | 002014 | 002020 |
| Einwohner | 91     | 61     | 74     | 70     | 73     | 72     | 71     | 88     | 70     | 68     | 62     | 60     | 59     | 70     |
| Häuser    | 16     | 14     |        |        | 16     | 13     | 12     | 11     | 12     |        | 12     |        |        |        |
| Quelle    | [ 18 ] | [ 19 ] | [ 20 ] | [ 21 ] | [ 22 ] | [ 23 ] | [ 24 ] | [ 25 ] | [ 26 ] | [ 27 ] | [ 28 ] |        | [ 1 ]  | [ 1 ]  |

## Religion
Der Ort ist römisch-katholisch geprägt und bis heute nach Liebfrauenmünster (Wolframs-Eschenbach) gepfarrt. Die Einwohner evangelisch-lutherischer Konfession sind nach Unserer Lieben Frau (Merkendorf) gepfarrt.

## Wanderwege
Durch Waizendorf verläuft der Rundwanderweg Zwei-Städte-Weg, der die beiden Nachbarstädte Merkendorf und Wolframs-Eschenbach verbindet.